# タチツテト手を
「タチツテト手を」（タチツテトてを）は、2001年2月 - 3月にかけてNHKの歌番組『みんなのうた』で放送された楽曲。歌はヘンリー・バンド with M。

## 概要
- 手を繋ぐ大切さと、手を繋ぐことで相手の気持ちが伝わることをテーマにした歌である。放送では2番が省略された。
- 歌を担当した「ヘンリー・バンド」とはヘンリー広瀬率いる8人組のユニットバンドである。メンバーは他に、宮原慶太（作曲も担当）、小松崎純、野々田万照、藤井晴稔、小川真司、北沢マロ、山下政人。
- 「with M」とはヘンリー広瀬の妻である高橋真梨子のことであり、Cパートの最初のみ歌唱に参加している。
- ヘンリー広瀬と高橋真梨子は1974年12月にペドロ&カプリシャスとして出演した『竹田の子守唄』以来27年ぶり2回目の『みんなのうた』出演となる。
- キャラクター原案はしりあがり寿が、ダンスの振り付けはラッキィ池田がそれぞれ担当した。
- アニメーションは1960年代後半からの常連の毛利厚が担当する予定だったが、絵コンテ制作中の2001年1月に急逝した。その後「山口さんちのツトム君」などを担当した田中ケイコがアニメーションを引き継いで完成した。